# 井川あゆこ
井川 あゆこ（いかわ あゆこ、1984年（昭和59年）12月4日 - ）は、日本のグラビアアイドル、タレント、女優。大阪府出身。

## 来歴・人物
- 趣味はお城巡り、沖縄研究、大衆演劇、サッカー観戦。特技は指相撲、書道、バレーボール。
- オフィスぎぃからデビュー。個人活動と併せて、同事務所所属の吉田愛、間瀬りさとともに「ありゃ!」としてユニット活動を行う。
- 2006年（平成18年）4月、東京へ活動の拠点を移すとともに、マラケに移籍。
- 2007年（平成19年）2月、映画「ガール・スパークス」にて第3回CO2映画祭のDoCoMo女優賞を受賞[1]。
- 2007年（平成19年）9月、スマイルカンパニー傘下のゴーゴーカンパニーへ移籍。
- 2008年（平成20年）9月、家庭の事情により大阪の実家を手伝うことになったが、大阪の芸能事務所『Eフラットプロモーション』に所属し、芸能活動も継続中（オフィシャルブログ発表による）。
- 2011年（平成23年）2月、オフィシャルブログで結婚する事を報告[2]。6月に式を挙げる[3]。
- 2013年（平成25年）11月、長女を出産[4]。

## 出演

### テレビ番組（情報・バラエティー）
- サバゲッチュ・サバゲッチュZ・サバゲッチュZZ(サンテレビ）フルメタルエンジェルス
- 京都!ちゃちゃちゃっ 第二期「ちゃちゃちゃっ一年生」（2005年4月 - 2006年3月、関西テレビ☆京都チャンネル / KBS京都）
- 天使らんまん（MBS）
- 水着少女（テレビ東京）
- GO!GO!kyo-walk(2009年3月6日、KBS京都 / 関西テレビ☆京都チャンネル）
  - 「京都!ちゃちゃちゃっ」でのリポートの再編集番組。他のリポーターも含めた卒業リポートを再編集したもの。

### テレビドラマ
- 黒い太陽（2006年7月 - 9月、テレビ朝日）

### 映画
- ガール・スパークス(2007年、監督：石井裕也）
- ばけもの模様(2008年、監督：石井裕也）
- 非行少女(仮題・詳細不詳）

## 作品
DVD
- A YOU 恋 あゆ恋（2005年7月、エッジ）EG-1159
- Deep Breeth（2005年9月、ビーエムドットスリー）ICFA-75